# Зоологический парк Дартмура
Дартмурский зоологический парк — зоопарк площадью 12 гектаров, расположенный возле деревни Спарквелл, на юго-западе Дартмура, в графстве Девон в Великобритании.
Это учреждение открыл  в 1968 году под названием «Дартмурский парк дикой природы» Эллис Боуэн Доу (1928—2018), который управлял им 38 лет, но в 2006 году парк закрылся. 
В том же году парк приобрела семья Бенджамина Ми, заплатив за него 1,1 миллиона фунтов стерлингов. После реконструкции парк вновь открылся в июле 2007 года. Бенджамин написал о своём необычном опыте книгу под названием «Мы купили зоопарк» (Mee, Benjamin. We Bought a Zoo. — HarperCollins, London, Hb. — 313 pp.), изданную в 2008 году. В 2011 году вышел одноимённый фильм с Мэттом Деймоном и Скарлетт Йоханссон в главных ролях, снятый по мотивам этого произведения.

## История
Зоопарк располагался на территории поместья Гудамур, приобретённого семьёй Эллиса Доу в 1948 году. Дом Гудамур был построен в XVII веке Полом Уэрри Треби, и его потомки жили в поместье до конца XIX века.
После открытия зоопарка Доу приобрёл множество животных различных видов для своей коллекции, включая львов, тигров, ягуаров и пум. Также Эллис Доу принимал активное участие в проектировании и строительстве сооружений и ограждений на территории парка и вокруг него.
После того как в 2001 году в отчёте Общества защиты животных в неволе появились вопросы об условиях, в которых содержатся животные, парк оказался в центре скандала. Были подвергнуты критике условия содержания животных и их благополучие в целом. Общество призывало лишить зоопарк лицензии. Основатель отрицал все обвинения, ссылаясь на отсутствие каких-либо несчастных случаев за всю историю зоопарка. Совет не решался отбирать лицензию у зоопарка, поскольку тогда животные могли бы оказаться брошенными на произвол судьбы, однако в ходе расследования выяснилось, что Эллис Доу действительно виновен в нескольких правонарушениях. В конце концов были сняты все обвинения, кроме двух: Доу признали виновным в разведении сибирских тигров за пределами организованной программы размножения, а также в том, что условия их содержания были плохими. За это Доу условно осудили и оштрафовали на 200 фунтов стерлингов. Тигров отправили в центр дикой природы в Нидерландах.

Зоопарк закрылся 23 апреля 2006 года. 
Прежде чем покинуть своё детище, Доу воздвиг каменную памятную плиту самому себе, надпись на которой гласила: 
Эллис Боуэн Доу 
Родился 15 сентября 1928 года 
[Далее было оставлено место для указания даты смерти, в своё время пробел был заполнен.]
Основатель Дартмурского парка дикой природы 
29 июня 1968 года
Что же до тех, кто желает мне добра, и тех, кто не желает, то они могут отправляться в пекло!

В дальнейшем Эллис Доу в опубликованной в 2011 году автобиографии под заглавием «От ягнёнка до тигра» (Daw, Ellis Bowen. From the Lamb to the Tiger. — Memory Lane (Publisher), Pb. — 226 pp.) описал путь, пройденный им (под постоянными ударами со стороны властей) от овцеводства до содержания больших кошек, таких как тигры, львы и пр., и изложил историю зоопарка за годы своего управления им. Основатель Дартмурского парка дикой природы провёл свои последние дни, страдая от рака, в доме престарелых в Брикстоне, в графстве Девон; умер 14 марта 2018 года в возрасте 89 лет.

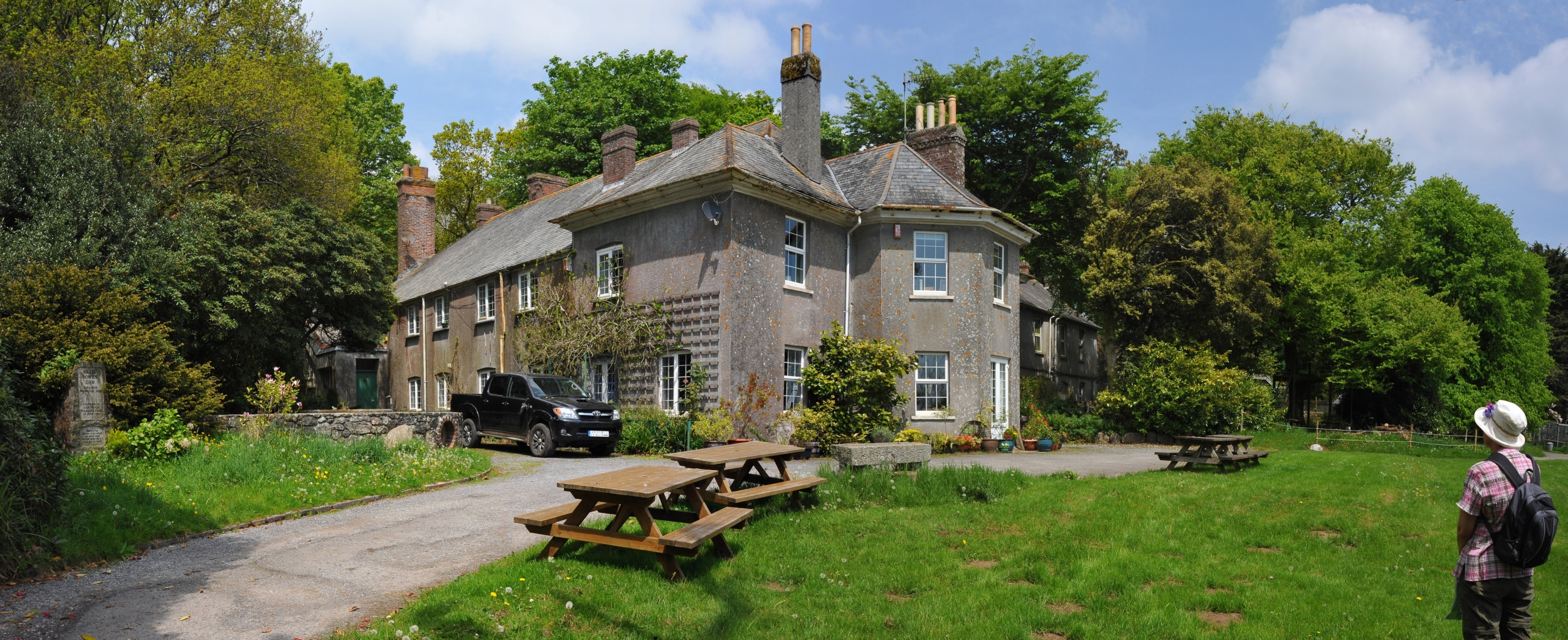
Поместье Гудамур, располагающееся на территории зоопарка

В августе 2006 года зоопарк приобрела семья Ми за £1,1 миллиона. Спустя 4 дня после приезда новых владельцев один из ягуаров сбежал, но позже его обнаружили в загоне для тигров и вернули назад. Через несколько месяцев семья Ми получила £500 000 на восстановление объекта, и уже 7 июля 2007 года зоологический парк Дартмура был вновь открыт для посетителей. Сейчас в нём насчитывается более 70 различных видов животных. Содержатся здесь и некоторые исчезающие и находящиеся под угрозой исчезновения виды.